# ماجدة المصري
ماجدة المصري ولدت 1947 في حيفا سياسية فلسطينية، عضو المكتب السياسي للجبهة الديمقراطية لتحرير فلسطين من مدينة نابلس، وكانت مع الشهيدة شادية أبو غزالة من أوائل الفتيات اللواتي التحقن بالخلايا الفدائية المسلحة، درست الكيمياء في جامعة القاهرة، سكرتيرة رابطة النساء الديمقراطيات في الأردن (رند) وبعد عودتها لفلسطين أسست وقادت مدرسة الأمهات، عينت وزيرة للشؤون الاجتماعية في حكومة سلام فياض الثانية، لها ولدان دوري وداليا العجرمي.
ساعدت ماجدة المصري وبشكل كبير من تطوير منظمة الجبهة الديمقراطية في محافظة نابلس وكانت أمينة الفرع، وشاركت وبرزت بشكل كبير في انتفاضة الأقصى وكان لها دور طليعي في مقاومة الاحتلال ومساندة المقاومين في البلدة القديمة لنابلس التي كان لها الدور الريادي في دخول البلدة القديمة أثناء الحصار والمحاصرة.